# Marché de Saint-Paul

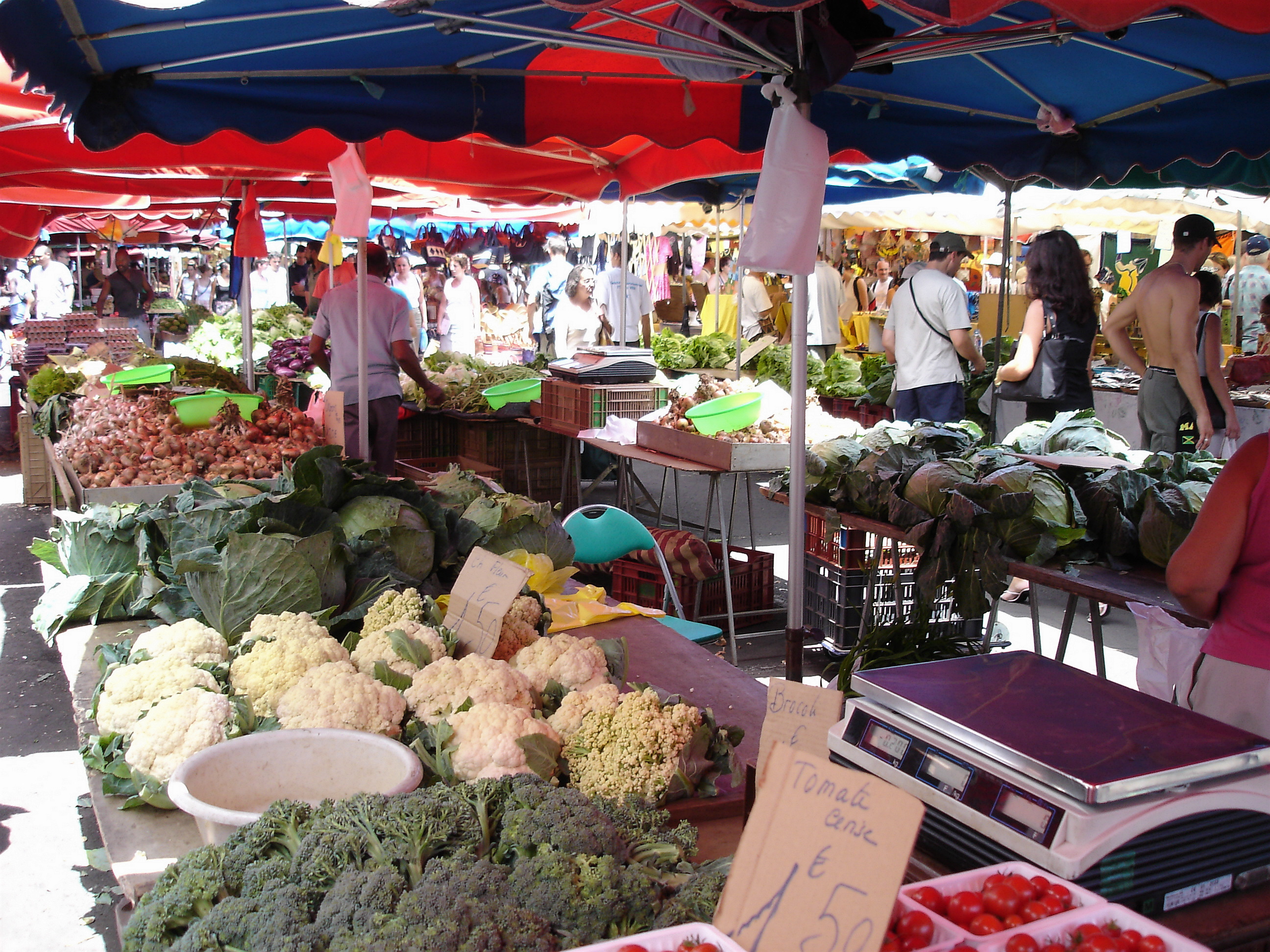
Vue du marché de Saint-Paul en novembre 2004.

Le marché de Saint-Paul est un marché forain de l'île de La Réunion, département d'outre-mer français dans le sud-ouest de l'océan Indien. Situé dans le centre-ville de la commune de Saint-Paul sur une place donnant sur la baie de Saint-Paul, il constitue l'un des sites-phares du tourisme à La Réunion, proposant de nombreux produits tropicaux et artisanaux originaux. Il est cité comme un des deux plus beaux marchés de l'île (avec celui de Saint-Pierre).